# براندون بالاسيوس
براندون بالاسيوس (بالإسبانية: Brandon Palacios)‏ هو لاعب كرة قدم مكسيكي في مركز الوسط، ولد في 1998 في غوادالاخارا في المكسيك. لعب مع نادي سبورتينغ كريستال.

## وصلات خارجية
- براندون بالاسيوس على موقع قاعدة بيانات كرة القدم.إي يو (الإنجليزية)
- براندون بالاسيوس على موقع Soccerway.com (الإنجليزية)